# Челфонт-енд-Летімер (станція)

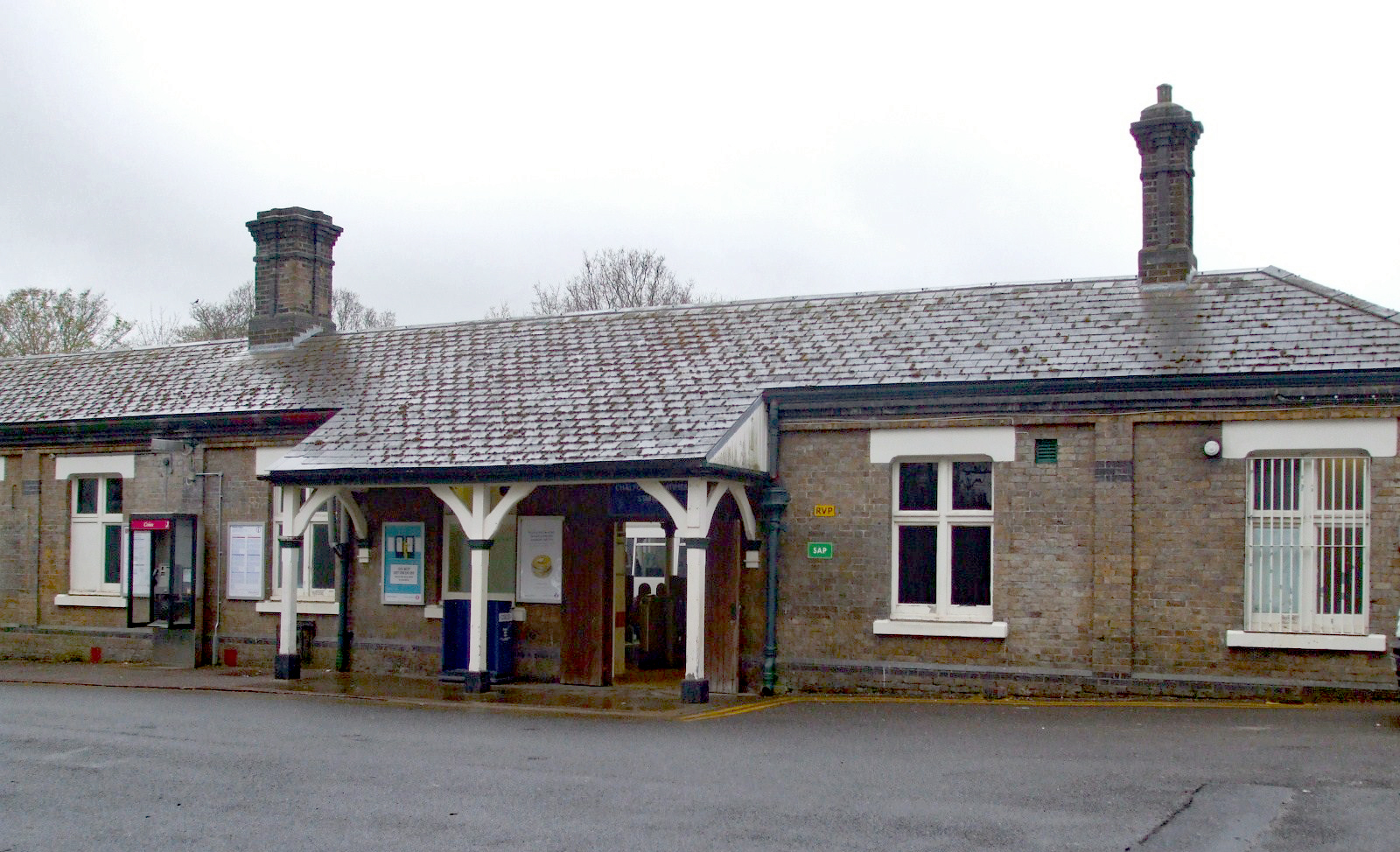
Вхід до станції Челфонт-енд-Летімер

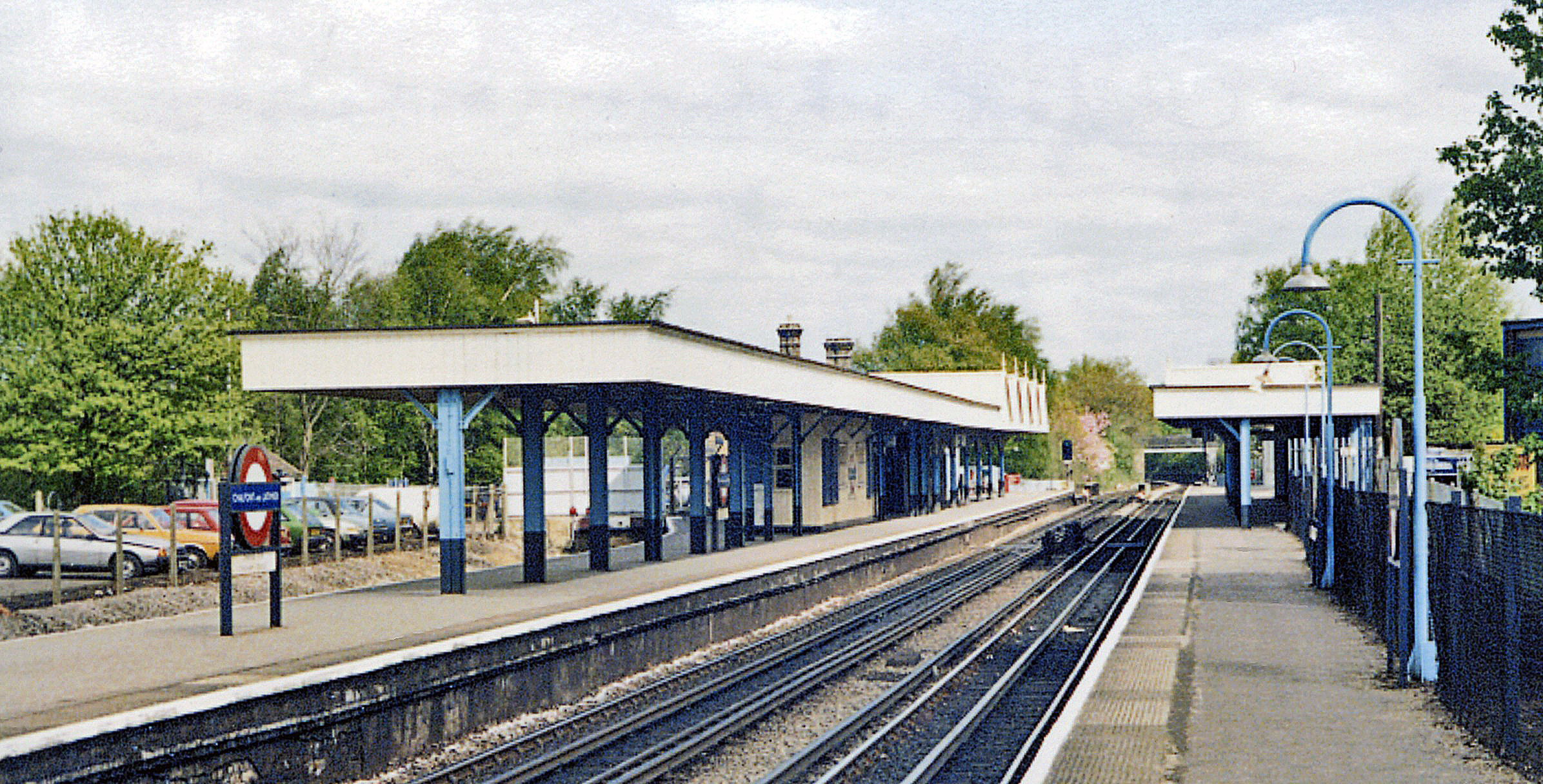
Платформа станції Челфонт-енд-Летімер

51°40′4.44″ пн. ш. 0°33′39.6″ зх. д. / 51.6679000° пн. ш. 0.561000° зх. д.
Челфонт-енд-Летімер (англ. Chalfont & Latimer) — станція лінії Метрополітен Лондонського метро та Chiltern Railways. Розташована у 8-й тарифній зоні, у Бакінгемширі, для лінії Метрополітен між станціями Чорлівуд та Чешем або Амершем, для Chiltern Railways — між Чорлівуд та Амершем. Пасажирообіг на 2017 рік для лінії Метрополітен — 1.67 млн осіб
Конструкція станції — наземна відкрита з двома береговими платформами.

## Історія
- 8. липня 1889 — відкриття станції
- 14. листопада 1966 — закриття товарної станції[2]

## Послуги
| Попередня станція | Лінія                                         | Лінія                               | Лінія | Наступна станція |
| ----------------- | --------------------------------------------- | ----------------------------------- | ----- | ---------------- |
| Чешем             |                                               | Лондонське метро Лінія Метрополітен |       | Чорлівуд         |
| Амершем           |                                               | Лондонське метро Лінія Метрополітен |       | Чорлівуд         |
|                   | Chiltern Railways Залізниця Лондон — Ейлсбері |                                     |       | Чорлівуд         |